# Tyska F3-mästerskapet 2011
Tyska F3-mästerskapet 2011 kördes över 18 race med Richie Stanaway som mästare.

## Resultat
| Omgång | Omgång | Bana                 | Datum        | Pole Position        | Snabbaste varv       | Vinnande förare | Vinnande team         | Trophy-vinnare  |
| ------ | ------ | -------------------- | ------------ | -------------------- | -------------------- | --------------- | --------------------- | --------------- |
| 1      | R1     | Oschersleben         | 23 april     | Tom Blomqvist        | Richie Stanaway      | Richie Stanaway | Van Amersfoort Racing | Mikhail Aleshin |
| 1      | R2     | Oschersleben         | 24 april     | Hannes van Asseldonk | Richie Stanaway      | Richie Stanaway | Van Amersfoort Racing | Mikhail Aleshin |
| 2      | R1     | Spa-Francorchamps    | 6 maj        | Marco Sørensen       | Marco Sørensen       | Marco Sørensen  | Brandl Racing         | Ivan Samarin    |
| 2      | R2     | Spa-Francorchamps    | 7 maj        | Marco Sørensen       | Marco Sørensen       | Richie Stanaway | Van Amersfoort Racing | Maxim Travin    |
| 3      | R1     | Sachsenring          | 14 maj       | Richie Stanaway      | Tom Blomqvist        | Richie Stanaway | Van Amersfoort Racing | Maxim Travin    |
| 3      | R2     | Sachsenring          | 15 maj       | Alon Day             | Klaus Bachler        | Klaus Bachler   | URD Rennsport         | Maxim Travin    |
| 4      | R1     | TT Circuit Assen     | 4 juni       | Richie Stanaway      | Alon Day             | Richie Stanaway | Van Amersfoort Racing | Daniel Aho      |
| 4      | R2     | TT Circuit Assen     | 5 juni       | Richie Stanaway      | Richie Stanaway      | Richie Stanaway | Van Amersfoort Racing | Daniel Aho      |
| 5      | R1     | Zolder               | 11 juni      | Richie Stanaway      | Markus Pommer        | Richie Stanaway | Van Amersfoort Racing | Maxim Travin    |
| 5      | R2     | Zolder               | 12 juni      | Tom Blomqvist        | Tom Blomqvist        | Tom Blomqvist   | Performance Racing    | Tom Dillmann    |
| 6      | R1     | Red Bull Ring        | 13 augusti   | Richie Stanaway      | Alon Day             | Richie Stanaway | Van Amersfoort Racing | Mikhail Aleshin |
| 6      | R2     | Red Bull Ring        | 14 augusti   | Richie Stanaway      | Richie Stanaway      | Richie Stanaway | Van Amersfoort Racing | Mikhail Aleshin |
| 7      | R1     | EuroSpeedway Lausitz | 3 september  | Richie Stanaway      | Richie Stanaway      | Marco Sørensen  | Brandl Racing         | Maxim Travin    |
| 7      | R2     | EuroSpeedway Lausitz | 4 september  | Richie Stanaway      | Richie Stanaway      | Richie Stanaway | Van Amersfoort Racing | Maxim Travin    |
| 8      | R1     | TT Circuit Assen     | 17 september | Hannes van Asseldonk | Hannes van Asseldonk | Klaus Bachler   | URD Rennsport         | Mikhail Aleshin |
| 8      | R2     | TT Circuit Assen     | 18 september | Richie Stanaway      | Markus Pommer        | Richie Stanaway | Van Amersfoort Racing | Maxim Travin    |
| 9      | R1     | Hockenheimring       | 1 oktober    | Markus Pommer        | Richie Stanaway      | Richie Stanaway | Van Amersfoort Racing | Mikhail Aleshin |
| 9      | R2     | Hockenheimring       | 2 oktober    | Richie Stanaway      | Richie Stanaway      | Richie Stanaway | Van Amersfoort Racing | Mikhail Aleshin |